# Epizoanthus papillosus
Epizoanthus papillosus är en korallart som först beskrevs av Johnston 1842.  Epizoanthus papillosus ingår i släktet Epizoanthus och familjen Epizoanthidae. Arten har ej påträffats i Sverige. Inga underarter finns listade i Catalogue of Life.